# 1952년 하계 올림픽 레슬링
제15회 하계 올림픽 레슬링 경기는 1952년 핀란드 헬싱키 메수할리에서 열렸다. 그레코로만형과 자유형 각각 여덟 체급으로 나뉘어 진행되었다.